# Папафис (сиропиталище)
„Папафис“ (на гръцки: Παπάφειο Ορφανοτροφείο) е сиропиталище, основано в края на XIX век в Солун, тогава в Османската империя.
Архитект на сградата е Ксенофон Пеонидис и тя е сред най-значителните му работи. Тя е характерен образец на класицизма, построена в периода 1894 – 1903 година с пари на живелия на Малта солунчанин меценат Йоанис Папафис и на болницата „Свети Димитър“ от гръцката община, чието строителство довършва в 1903 година.
По време на Балканските войни и двете световни войни сиропиталището служи като болница, а след края на Гръцката гражданска война приютява много сираци. Днес сиропиталището е под юрисдикцията на архиепископа на Солун.